# 雷諾茲頓 (紐約州)
雷諾茲頓（英語：Reynoldston）是位於美國紐約州富蘭克林縣的非建制地區。

## 歷史
雷諾茲頓的郵局於1894年設立，其後於1915年停運。

## 地理
雷諾茲頓所處的海拔為高於海平面384米（即1260英呎），而該地所採用的時區為UTC-5，即北美东部时区（EST）。同時該地設有夏令時間，為UTC-5調快一小時，即UTC-4（EDT）。